# Alvania dejongi
Alvania dejongi is een slakkensoort uit de familie van de drijfhorens (Rissoidae). De wetenschappelijke naam van de soort werd in 2004 voor het eerst geldig gepubliceerd door Marien J. Faber en Robert Moolenbeek. Deze soort komt voor in de tropische West-Atlantische Oceaan.